# 上瑟拉舒鄉
45°31′N 22°57′E / 45.517°N 22.950°E
上瑟拉舒鄉（羅馬尼亞語：Comuna Sălașu de Sus, Hunedoara），是羅馬尼亞的鄉份，位於該國西部，由胡內多阿拉縣負責管轄，面積223平方公里，海拔高度472米，2007年人口2,494，人口密度每平方公里11人。